# Olibrus ovalis
Olibrus ovalis is een keversoort uit de familie glanzende bloemkevers (Phalacridae). De wetenschappelijke naam van de soort werd in 1962 gepubliceerd door Khnzoryan.